# شونبورن (راین-لان)
شونبورن (به آلمانی: Schönborn) یک شهر در آلمان است که در Verbandsgemeinde Katzenelnbogen واقع شده‌است.